# La pasión desnuda
La pasión desnuda és una pel·lícula argentina dirigida per Luis César Amadori sobre el seu propi guió segons la llegenda Thais que es va estrenar l'1 d'abril de 1953 i que va tenir com a protagonistes a María Félix, Carlos Thompson, Eduardo Cuitiño, Héctor Calcaño i Diana Ingro.

## Sinopsi
Una dona que ingressa per a fer tasques domèstiques en el convent on viu la seva filla paralítica -que la creia morta- s'enamora d'un metge.

## Repartiment
- María Félix	... 	Malva Rey
- Carlos Thompson	... 	Pablo Valdes
- Eduardo Cuitiño
- Héctor Calcaño
- Diana Ingro
- Milagros de la Vega
- Diana Miriam Jones
- Margarita Burke
- José Comellas
- Gloria Ferrandiz
- Daniel Tedeschi
- Héctor Armendáriz
- Mario Baroffio
- Cristina Berys
- Julián Pérez Ávila

## Comentari
Manrupe i Portela opinen que és "una superproducció amb María Félix i una història de penediment. La primera part, gairebé eròtica. La segona, melodrama mexicà impossible. Bona actuació de Carlos Thompson".

## Premi
Per aquest film l'Academia de las Artes y Ciencias Cinematográficas de la Argentina li va atorgar el premi Còndor Acadèmic a l'actuació destacada masculina de 1953 a Eduardo Cuitiño.